# Джил Алисън Харт
Джил Алисън Харт (на английски: Jill Alison Hart) е американска писателка на бестселъри в жанра любовен роман. Пише под псевдонимите Дженифър Грийн (на английски: Jennifer Greene), Джийн Грант (на английски: Jeanne Grant) в периода 1983-1987 г., и Джесика Маси (Jessica Massey) през 1984 г. В бизнес отношенията си ползва името Алисън Харт.

## Биография и творчество
Джил Алисън Харт е родена на 9 декември 1948 г. в Мичиган, САЩ. Започва да пише разкази още в 7-и клас в училище. Завършва Университета на Мичиган с отличие и със бакалавърска степен по английски и психология. След дипломирането си работи като учител, съветник и мениджър на персонала, като продължава да преследва мечтата си да пише.
Първият си романс „Stormy Surrender“ публикува през 1984 г. под псевдонима Джесика Маси. В следващите години ползва за произведенията си псевдонима Джийн Грант. От 1986 г. романите ѝ са издадени с псевдонима Дженифър Грийн, под който е известна.
За своите над 85 произведения, които често са в списъците на бестселърите, Джил Алисън Харт има повече от 20 номинации и е удостоена с много награди. Носителка е на най-престижните награди „РИТА“ за любовните си романи „Нощта на ловеца“, „Single Dad“, „Nobody's Princess“ и новелата „Born in My Heart“. През 1998 г. е включена в Залата на славата, а през 2009 г. е удостоена с наградата за цялостно творчество „Нора Робъртс“ за своите романси от Асоциацията на писателите на любовни романи на Америка (RWA).
Джил Алисън Харт живее със съпруга си в близост до Бентън Харбър, Мичиган.

## Произведения

### Като Дженифър Грийн

#### Самостоятелни романи
- Stormy Surrender (1984) – като Джесика Маси
- Body and Soul (1986)
- Закъсняло признание, Foolish Pleasure (1986)
- Madam's Room (1986)
- Dear Reader (1987)
- Minx (1987)
- Lady be Good (1987)
- Secrets (1987)
- Love Potion (1988)
- The Castle Keep (1988)
- Господарката на острова, Lady of the Island (1988)
- Dancing in the Dark (1989)
- Heat Wave (1990)
- Broken Blossom (1990)
- Светлина в нощта, Night Light (1991)
- Just Like Old Times (1992)
- A Groom for Red Riding Hood (1994)
- Riley's Baby (1996)
- Her Holiday Secret (1998)
- The Woman Most Likely to (2002)
- Where Is He Now? (2003)
- Lucky (2005)
- Hot to the Touch (2005)
- Blame It on Chocolate (2006)
- Sparkle (2006)
- Blame It on Cupid (2007)
- Blame It on Paris (2008)
- The Billionaire's Handler (2010)
- Yours, Mine & Ours (2011)
- Little Matchmakers (2012)
- The Baby Bump (2013)
- The Bonus Mom (2013)

#### Серия „Братя Шепард“ (Shepard Brothers)
1. Pink Topaz (1992)
2. Ехо от залива, It Had to Be You (1992)

#### Серия „Момчетата на Джок“ (Jock's Boys)
1. Bewitched (1994)
2. Bothered (1994)
3. Bewildered (1994)

#### Серия „Сестрите Станфорд“ (Stanford Sisters)
1. The Unwilling Bride (1996)
2. Bachelor Mum (1996)
3. The 200% Wife (1997)

#### Серия „Кралските чаровници са винаги щастливи“ (Royal Charming Happily Ever After)
1. Prince Charming's Child (1999)
2. Kiss Your Prince Charming (1999)

#### Серия „Усещане за лавандула“ (Scent of Lavender)
1. Wild in the Field (2003)
2. Wild in the Moonlight (2004)
3. Wild in the Moment (2004)

#### Серия „Новите мъже в града“ (New Man in Town)
1. Secretive Stranger (2010)
2. Mesmerizing Stranger (2010)
3. Irresistible Stranger (2010)

#### Участие в общи серии с други писатели

##### Серия „Американски герои: Срещу всички шансове“ (American Heroes: Against All Odds)
22. Devil's Night (1989)
от серията има още 49 романа от различни автори

##### Серия „Мъж на месеца“ (Man of the Month)
- Нощта на ловеца, Night of the Hunter (1989) – награда „РИТА“
- Шеметен танц, Slow Dance (1990)
- Quicksand (1993)
- Single Dad (1995) – награда „РИТА“
- Nobody's Princess (1997) – награда „РИТА“
- A Baby in His In-box (1998)

от серията има още 81 романа от различни автори

##### Серия „Мъж на света“ (Man of the World)
4. Falconer (1991)
от серията има още 5 романа от различни автори

##### Серия „Мъже: Произведено в Америка 2“ (Men: Made in America 2)
3. Arizona Heat (1995)
от серията има още 49 романа от различни автори

##### Серия „Деца на съдбата“ (Fortune's Children)
12. The Baby Chase (1997)
- The Honour-bound Groom (1998)

от серията има още 21 романа от различни автори

##### Серия „Монтана Маверикс“ (Montana Mavericks)
23. You Belong to Me (2000)
от серията има още 55 романа от различни автори

##### Серия „Тяло и душа“ (Body and Soul)
- Rock Solid (2000)

от серията има още 10 романа от различни автори

##### Серия „Тексаски клуб на скотовъдците: Самотни скъпоценни звезди“ (Texas Cattleman's Club: Lone Star Jewels)
1. Millionaire M.D (2001)
от серията има още 4 романа от различни автори

##### Серия „Тайния живот на Обществото на съпругите“ (Secret Lives of Society Wives)
- The Soon-To-Be-Disinherited Wife (2006)

от серията има още 5 романа от различни автори

##### Серия „Съдби от Тексас“ (Fortunes of Texas)
- Gifts of Fortune (2012) – сборник с Барбара Бозуел и Джаки Мерит

от серията има още 23 романа от различни автори

#### Сборници
- Birds Bees and Babies (1990) – с Карън Кийст и Емили Ричардс
- Santa's Little Helpers (1995) – с Джанет Дейли и Патриша Гарднър Еванс
- Montana Mavericks: Big Sky Brides (2000) – с Кристин Римър и Черил Сейнт Джон
- Single Dad Seeks (2000) – с Кристин Римър
- Montana Weddings (2001) – с Кристин Римър и Черил Сейнт Джон
- Millionaire's Club (2001) – със Сара Оруиг
- Wild in the Field / Entangled with a Texan (2004) – със Сара Оруиг
- Isabelle / Diana / Suzanna (2004) – с Кристин Римър и Черил Сейнт Джон
- Shut Up and Kiss Me / Wild in the Field (2005) – със Сара Оруиг
- Cattleman's Pride / Wild in the Moonlight (2005) – с Даяна Палмър
- Best-Kept Lies / Wild in the Moment (2005) – с Лиза Джаксън
- Hot to the Touch / Seduction by the Book (2005) – с Линда Конрад
- A Man Apart / Hot to the Touch (2006) – с Джоан Хол
- „Born in My Heart“ в Like Mother, Like Daughter (But in a Good Way) (2007) – с Нанси Робардс Томпсън и Пеги Уеб – награда „РИТА“
- Rags-to-Riches Wife / Soon-to-Be-Disinherited Wife (2007) – с Мисти Хингъл
- Summer Dreams (2007) – с Кейт Остин и Стеви Митман
- Men Made In America mega-bundle (2007) – с Джудит Арнолд, Анет Броадрик, Мари Ферарела, Рита Херон и Гейл Уилсън
- Summer Fever (2008) – с Кейт Остин, Хайди Бетс, Стефани Бонд и Лесли Кели
- Baby, It's Cold Outside (2009) – с Мерлин Лъвлейс и Синди Майърс
- Society Wives: Secret Lives (2011) – с Мисти Хингъл и Патриша Кей
- Yours, Mine & Ours / Burning Ambition (2011) – с Ейми Куп
- Harlequin Special Edition September 2013 – Bundle 1 of 2 (2013) – с Лиан Банкс и Бренда Харлън
- Snow Day (2013) – с Барбара Дънлоп и Шанън Стейси

### Като Джийн Грант

#### Самостоятелни романи
- Man from Tennessee (1983)
- A Daring Proposition (1983)
- Kisses from Heaven (1984)
- Sunburst (1984)
- Wintergreen (1984)
- Trouble in Paradise (1984)
- Silver and Spice (1984)
- Cupid's Confederates (1984)
- Conquer the Memories (1984)
- Ain't Misbehaving (1985)
- Can't Say No (1985)
- Pink Satin (1985)
- Sweets to the Sweet (1986)
- No More Mr. Nice Guy (1986)
- Tender Loving Care (1987)